# Cuatro Caminos, Vicente Guerrero
Cuatro Caminos är en ort i Mexiko.   Den ligger i kommunen Vicente Guerrero och delstaten Puebla, i den sydöstra delen av landet, 230 km öster om huvudstaden Mexico City. Cuatro Caminos ligger 2 421 meter över havet och antalet invånare är 1 236.
Terrängen runt Cuatro Caminos är huvudsakligen kuperad, men söderut är den bergig. Runt Cuatro Caminos är det ganska tätbefolkat, med 134 invånare per kvadratkilometer. Närmaste större samhälle är Ajalpan, 18,5 km sydväst om Cuatro Caminos. Omgivningarna runt Cuatro Caminos är en mosaik av jordbruksmark och naturlig växtlighet.